# خوان (بازیکن فوتبال، زاده ۱۹۹۵)
خوان (انگلیسی: Juanra؛ زادهٔ ۱۸ ژانویهٔ ۱۹۹۵) بازیکن فوتبال اهل اسپانیا است.
از باشگاه‌هایی که در آن بازی کرده‌است می‌توان به باشگاه فوتبال آلباسته بالومپیه و باشگاه فوتبال رئال مورسیا اشاره کرد.